# Bassin minier du Sud-Lipsien
Le bassin minier du Sud-Lipsien (Bergbaurevier Südraum Leipzig) est un macrogéochore de Saxe qui s'étend au sud du pays de Leipzig. Il est situé autour de Borna et de Markkleeberg dans l'arrondissement de Leipzig. Il s'étend sur 375,84 km² et représente comme le bassin minier de Lusace un grand bassin minier en cours de renaturation.
Cette région naturelle a subi un fort impact anthropique et elle est désignée comme une « zone naturelle technogène » (technogene Naturraumeinheit). Elle est composée de plusieurs mines à ciel ouvert d'extraction de lignite appartenant à la région lignitifère d'Allemagne centrale (Mitteldeutsches Braunkohlerevier). Le paysage a été façonné par les terrils et autres carrières. Alors qu'une mine est aujourd'hui encore en activité, la mine de l'union de Schleenhain (Tagebau vereinigtes Schleehain), d'autres ont été ou sont en cours de renaturation. La région des lacs d'Allemagne centrale forme un ensemble de mines reconverties en lacs d'agréments.

## Mines du bassin Sud-Lipsien
- Mine de Borna-est/Bockwitz
- Mine de Borna-ouest
- Mine de Cospuden
- Mine de Deutzen
- Mine d'Espenhain
- Mine du Groitzscher Dreieck (« triangle de Groitzsch »)
- Mine de Haselbach
- Mine de Peres
- Mine de Profen
- Mine de Schleenhain
- Mine de l'Union Schleenhain (Vereinigtes Schleehain)
- Mine de Witznitz
- Mine de Zwenkau